# Mikkel E.G. Nielsen
Mikkel E.G. Nielsen (* 19. Juli 1973 in Aarhus) ist ein dänischer Filmeditor.
Nielsen ist seit Ende der 1990er Jahre als Editor tätig und wirkte bei mehr als 60 Produktionen mit. Für seine Arbeit an den Filmen Reconstruction und King’s Game wurde er 2004 und 2005 mit dem Robert für den besten Schnitt ausgezeichnet, die folgenden Jahre wurde er noch mehrmals nominiert. Mehrfach arbeitete er mit Regisseur Nikolaj Arcel zusammen.
Bei der Oscarverleihung 2021 wurde er mit dem Oscar in der Kategorie Bester Schnitt für Sound of Metal ausgezeichnet. Im Sommer 2021 wurde Nielsen Mitglied der Academy of Motion Picture Arts and Sciences.

## Filmografie (Auswahl)
- 2002: Kletter-Ida (Klatretøsen)
- 2002: Old Men in New Cars – In China essen sie Hunde 2 (Gamle mænd i nye biler)
- 2003: Reconstruction
- 2004: King’s Game (Kongekabale)
- 2005: Dear Wendy
- 2007: Insel der verlorenen Seelen (De fortabte sjæles ø)
- 2010: Die Wahrheit über Männer (Sandheden om mænd)
- 2011: Klassefesten
- 2012: Die Königin und der Leibarzt (En kongelig affære)
- 2014: Madame Bovary
- 2015: Beasts of No Nation
- 2019: Sound of Metal
- 2021: Abseits des Lebens (Land)
- 2022: The Banshees of Inisherin
- 2023: Die Fotografin (Lee)